# Tulipa subpraestans
Tulipa subpraestans är en liljeväxtart som beskrevs av Aleksei Ivanovich Vvedensky. Tulipa subpraestans ingår i släktet tulpaner, och familjen liljeväxter. Inga underarter finns listade.